# Boogie Magic’s Hohenbrunn

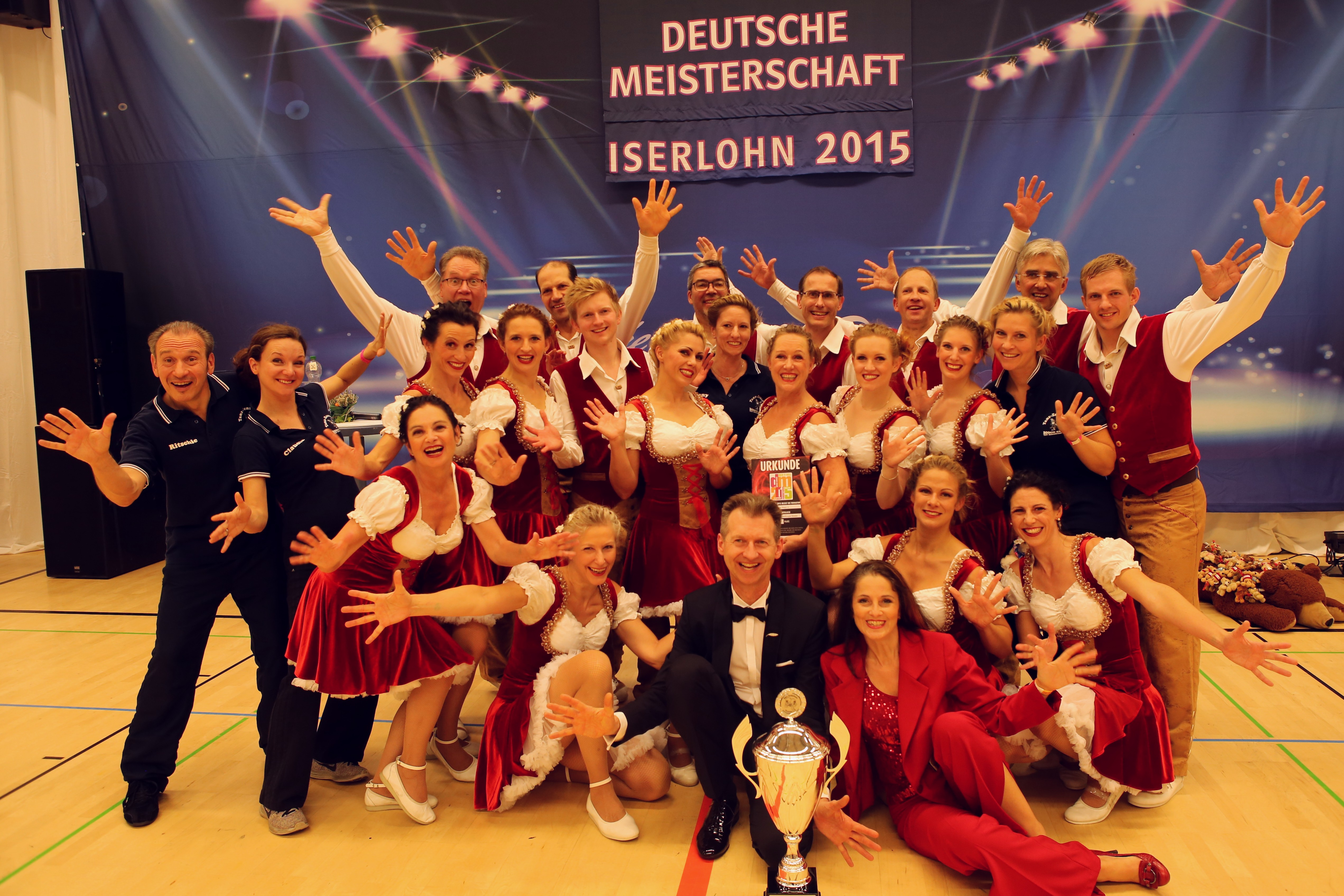
„Bavarian Dream“ Platz 1 Deutsche Meisterschaft 2015

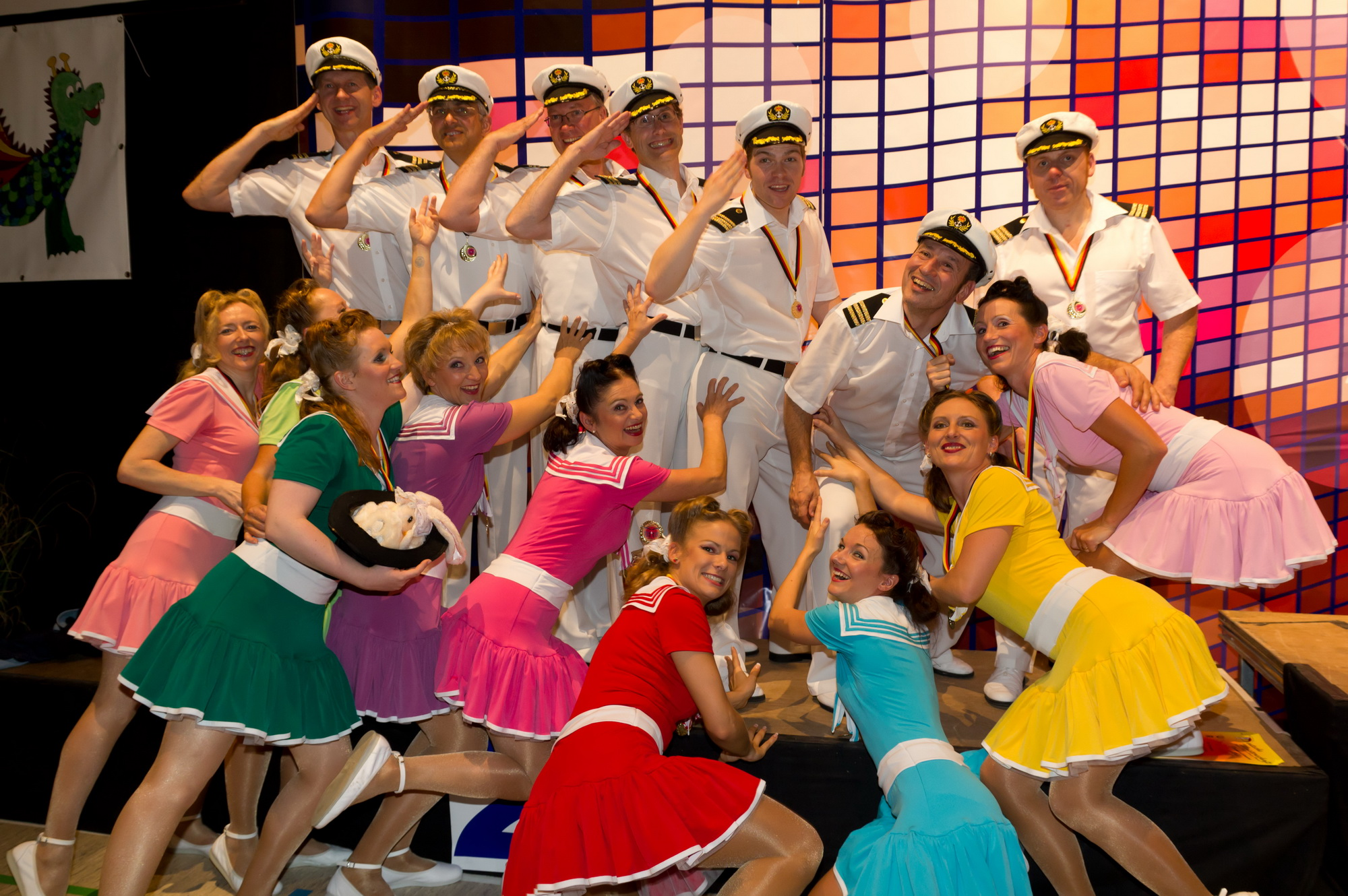
„Navy Sweets“ Platz 1 Deutsche Meisterschaft 2011

Die Boogie Magic’s sind eine Boogie-Woogie-Turnierformation aus Hohenbrunn bei München und auf Platz 1 der Deutschen Rangliste der Formationen im Boogie-Woogie.
Die „Boogie Magic’s“ sind die Boogie Abteilung vom TSV Hohenbrunn-Riemerling e.V.
Die gleichnamige Tanzformation besteht seit 1990.
Bekannt wurde die Formation durch zahlreiche nationale sowie internationale Erfolge.
Ebenso durch viele nationale und internationale Auftritte.

## Titel und Erfolge der Formation
- 10 × Weltmeister (2× Vize)
- 4 × Europameister (2× Vize)
- 22 × Deutscher Meister (4× Vize)
- 2013: LTVB Prädikat für erfolgreiche Jugendarbeit
- 2012: Verleihung des Silbernen Lorbeerblatts[2]
- 2003: Verleihung des Silbernen Lorbeerblattes[3]

## Trainer der Formation
- Michael Becht (seit Ende 2013)
- Johann Preuhs (bis Ende 2013)

## Choreografien der Formation
Die „Boogie Magic’s“ sind die einzige deutsche Formation, die seit Beginn der Boogie-Formationsszene Jahr für Jahr (ausgenommen 2002) am Turniersport teilnimmt, und hat bereits 12 Choreographien vertanzt.
- „Jerry Lee Lewis - Great Balls of Fire“ (aktuelle Turnierchoreografie)
- „Michael Jackson“ (wird für Showauftritte noch getanzt)
- „Bavarian Dream“ (wird für Showauftritte noch getanzt)
- „Navy Sweets“ (wird für Showauftritte noch getanzt)
- „Rockabilly Vision“ (wird für Showauftritte noch getanzt)
- „Marilyn Monroe“
- „Elvis in Concert“ (wird für Showauftritte noch getanzt)
- „Westsidestory“

## Auftritte der Formation
Die Boogie Magic’s tanzen pro Jahr zwischen fünf und zehn Auftritte, z. B. im ARD-Studio, ZDF-Fernsehgarten, Karl Moiks – Musikantenstadl, Silvesterstadl 2000 Berlin, LUFTHANSA 40-Jahr-Feier, BRAVO 40-Jahr-Feier Olympiahalle München, De Mol Produktion – Sendungen sowie weitere Großveranstaltungen in Frankreich, Belgien, Österreich ...